# Spittal Hill
Spittal Hill är en kulle i Storbritannien.   Den ligger i kommunen Midlothian och riksdelen Skottland, i den centrala delen av landet, 500 km norr om huvudstaden London. Toppen på Spittal Hill är 526 meter över havet, eller 136 meter över den omgivande terrängen. Bredden vid basen är 2,7 km.
Terrängen runt Spittal Hill är kuperad åt nordväst, men åt sydost är den platt.Runt Spittal Hill är det glesbefolkat, med 16 invånare per kvadratkilometer. Närmaste större samhälle är Edinburgh, 17,6 km nordost om Spittal Hill. Trakten runt Spittal Hill består i huvudsak av gräsmarker.